# سلول غول‌پیکر خارجی

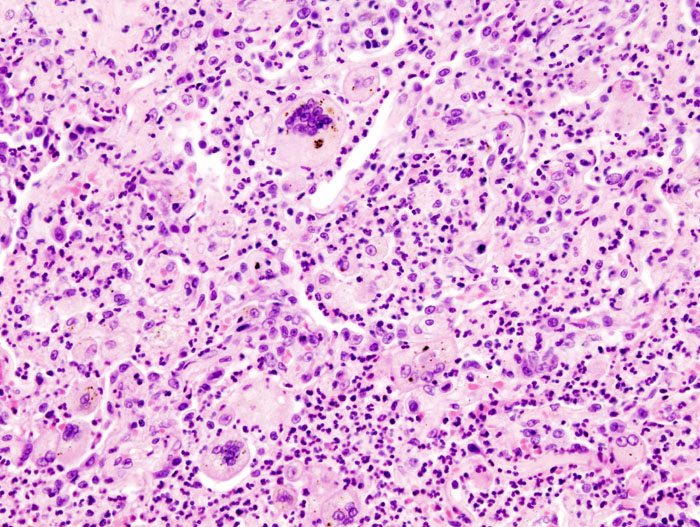
تصویر هیستوپاتولوژیک پنومونی آسپیراسیون در یک بیمار مسن با بیماری عصبی ناتوان کننده به واکنش سلول غول پیکر خارجی توجه کنید. پرونده کالبد شکافی لکه H & E.

سلول غول‌پیکر خارجی مجموعه ای از ماکروفاژهای ذوب شده (غول‌یاخته) است که در پاسخ به حضور یک جسم خارجی بزرگ ایجاد می‌شود. این امر به‌ویژه در مورد کاتترها، انگل‌ها یا بیوموادهایی که برای جایگزینی یا بازسازی بافت‌های بیمار یا آسیب‌دیده وارد بدن می‌شوند، مشهود است. سلول‌های غول پیکر خارجی نیز برای هضم مواد خارجی که برای بیگانه‌خواری خیلی بزرگ هستند تولید می‌شوند. فرایند التهابی که این سلول‌ها را ایجاد می‌کند اغلب منجر به گرانولوم جسم خارجی می‌شود.
بدن انسان در مواجهه با مواد زیستی خارجی از جمله التهاب حاد و مزمن و تشکیل بافت جدید و یک کپسول فیبری در امتداد سطح کاشت مراحل مختلفی را طی می‌کند. واکنش‌های بدن خارجی که نوعی التهاب مزمن است، با حضور ماکروفاژها، مونوسیت‌ها و سلول‌های غول پیکر خارجی (اف بی جی سیs) مشخص می‌شود. پاسخ واکنش جسم خارجی تعیین می‌کند که مواد کاشته‌شده تا چه اندازه در بدن سازگار هستند و اعضای واکنش جسم خارجی، از جمله اف بی جی سی‌ها، در امتداد سطح ماده زیستی برای طول عمر آن در بدن باقی می‌مانند.
سلول‌های غول پیکر خارجی از طریق سیگنال دهی از IL-4 و IL-13 تشکیل می‌شوند و ممکن است برای تولید یک سلول چند هسته ای با حداکثر ۲۰۰ هسته در سیتوپلاسم خود ترکیب شوند.

## تشکیل
ماکروفاژها سلول‌های فاگوسیتی هستند که در طی آسیب یا عفونت تولید می‌شوند. آنها در برابر میکروارگانیسم‌های عفونی دفاع می‌کنند، اما در هموستاز و بهبود زخم نیز نقش دارند. از طریق آزادسازی اینترلوکین 4 (IL-۴) و اینترلوکین 13 (IL-۱۳) توسط TH2 یا سلول‌های کمکی T و ماست سل‌ها، این ماکروفاژها می‌توانند برای تشکیل سلول‌های غول پیکر خارجی ترکیب شوند.
ماکروفاژها در ابتدا از طریق انواع مواد شیمیایی جذب کننده مانند فاکتورهای رشد، فاکتورهای پلاکتی و اینترلوکین‌ها به محل آسیب/عفونت جذب می‌شوند. این ماکروفاژها از طریق حضور IL-4 و IL-13، اینتگرین‌های بتا ۲ و انواع پروتئین‌ها می‌توانند با هم ترکیب شوند. برای ذوب شدن، ماکروفاژها باید فیوزوژن‌ها یا مولکول‌های چسبنده را روی سطح خود بیان کنند. فیوژن همچنین به حضور DC-STAMP که یک پروتئین تراغشائی است و E-cadherin , CD206، MFR و CD47 که انواع مختلف گیرنده‌ها هستند، نیاز دارد. ادغام این ماکروفاژها شامل بسیاری از پروتئین‌ها، گیرنده‌ها و مولکول‌های دیگر نیز می‌شود، اما مواردی که قبلاً ذکر شد مهم‌ترین آنها هستند. در نهایت، ماکروفاژها همچنین از فیلوپدیا برای کمک به همجوشی از طریق اشتراک سیتوپلاسم بین سلول‌ها استفاده می‌کنند.

## عملکرد
سلول‌های غول پیکر خارجی در واکنش جسم خارجی، فاگوسیتوز و تخریب بعدی مواد زیستی که ممکن است منجر به شکست مواد کاشته شده شود، دخیل هستند. هنگامی که تولید می‌شود، اف بی جی سیها خود را در امتداد سطح کاشت قرار می‌دهند و تا زمانی که مواد خارجی در بدن باقی می‌مانند، در آنجا باقی می‌مانند.
ماکروفاژها و اف بی جی سیها شروع به تولید مولکول‌های التهابی در پاسخ به مواد زیستی خواهند کرد. این مولکول‌های التهابی به مولکول‌های دیگر سیگنال می‌دهند تا پاسخ دهند و روند بهبود زخم را آغاز کنند.
میکروارگانیسم‌ها، ذرات و زباله‌هایی که از وارد کردن بیومتریال تولید شده‌اند ممکن است توسط ماکروفاژها غرق شوند. اگر این ماده برای یک ماکروفاژ بیش از حد بزرگ باشد، اف بی جی سیها می‌توانند سعی کنند ماده خارجی را برای تخریب ببلعد.

اف بی جی سیها همچنین شروع به تولید واسطه‌های اکسیژن فعال، آنزیم‌هایی برای تجزیه و اسید بین غشای سلولی خود و سطح ماده زیستی خواهند کرد. ترکیب بیومتریال تعیین می‌کند که چقدر در بدن سازگار و بادوام است. اگر آسیب بیش از حد به دلیل مواد شیمیایی تولید شده رخ دهد، بیومتریال ممکن است از کار بیفتد و باید جایگزین شود.

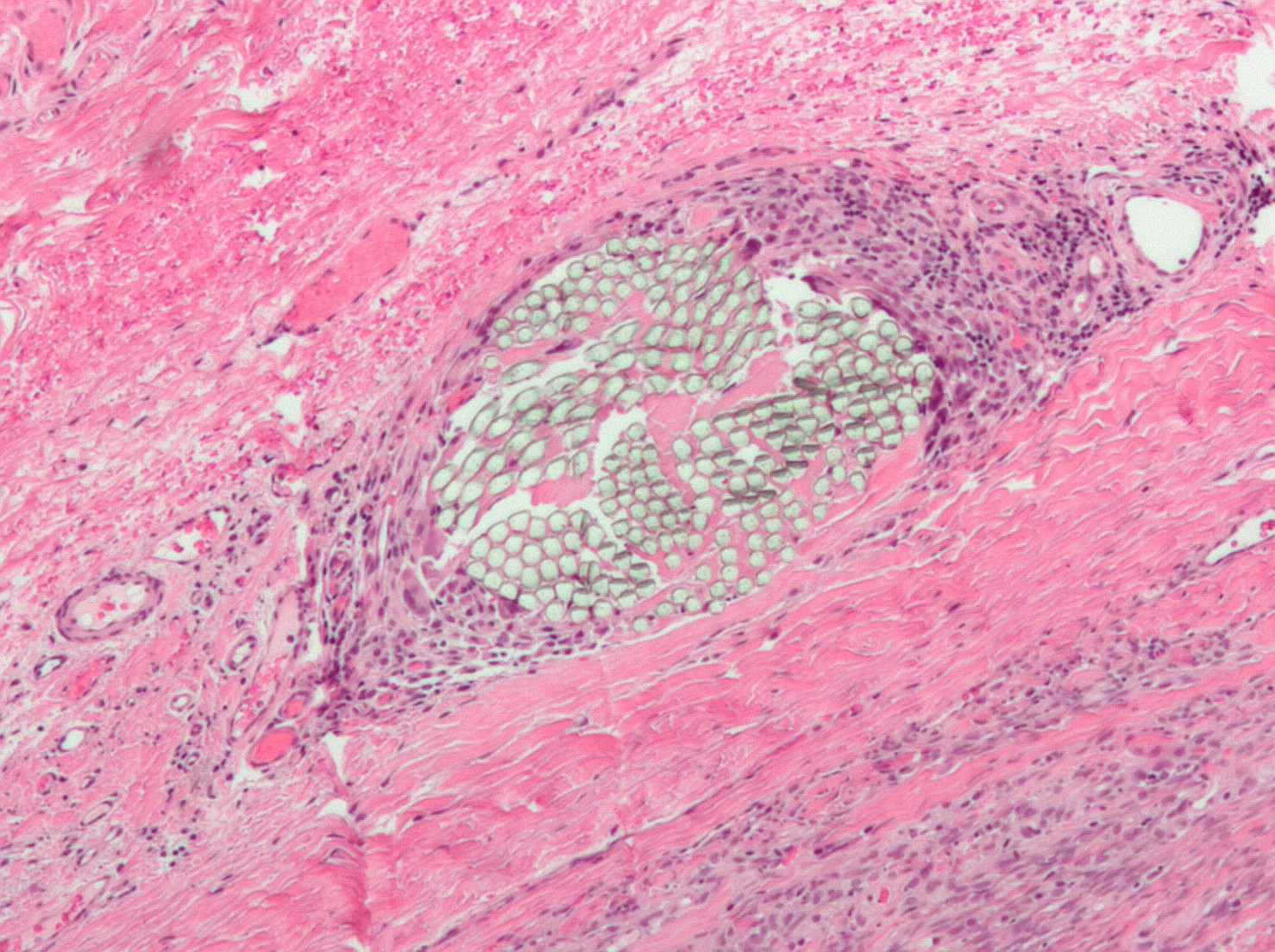
واکنش سلول غول پیکر خارجی به بخیه. لکه H&E.
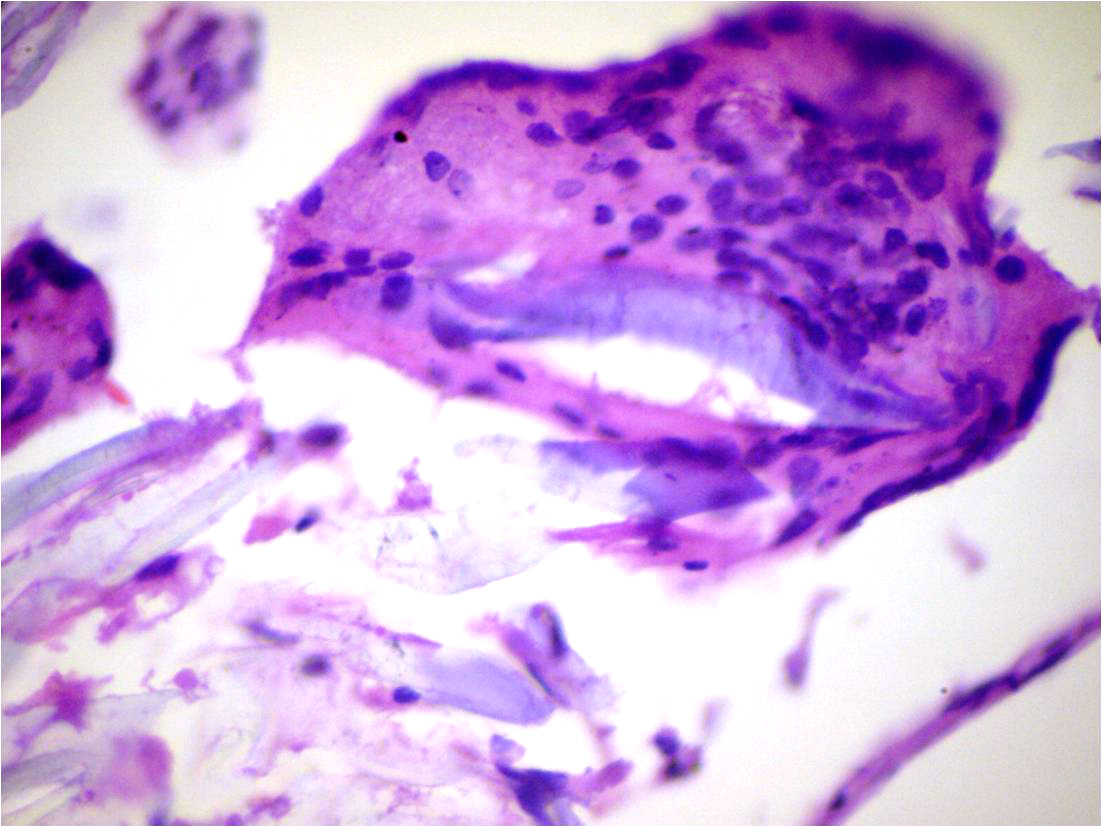
میکروگراف یک جسم خارجی را نشان می‌دهد که توسط یک سلول غول پیکر غرق شده است. لکه H&E.
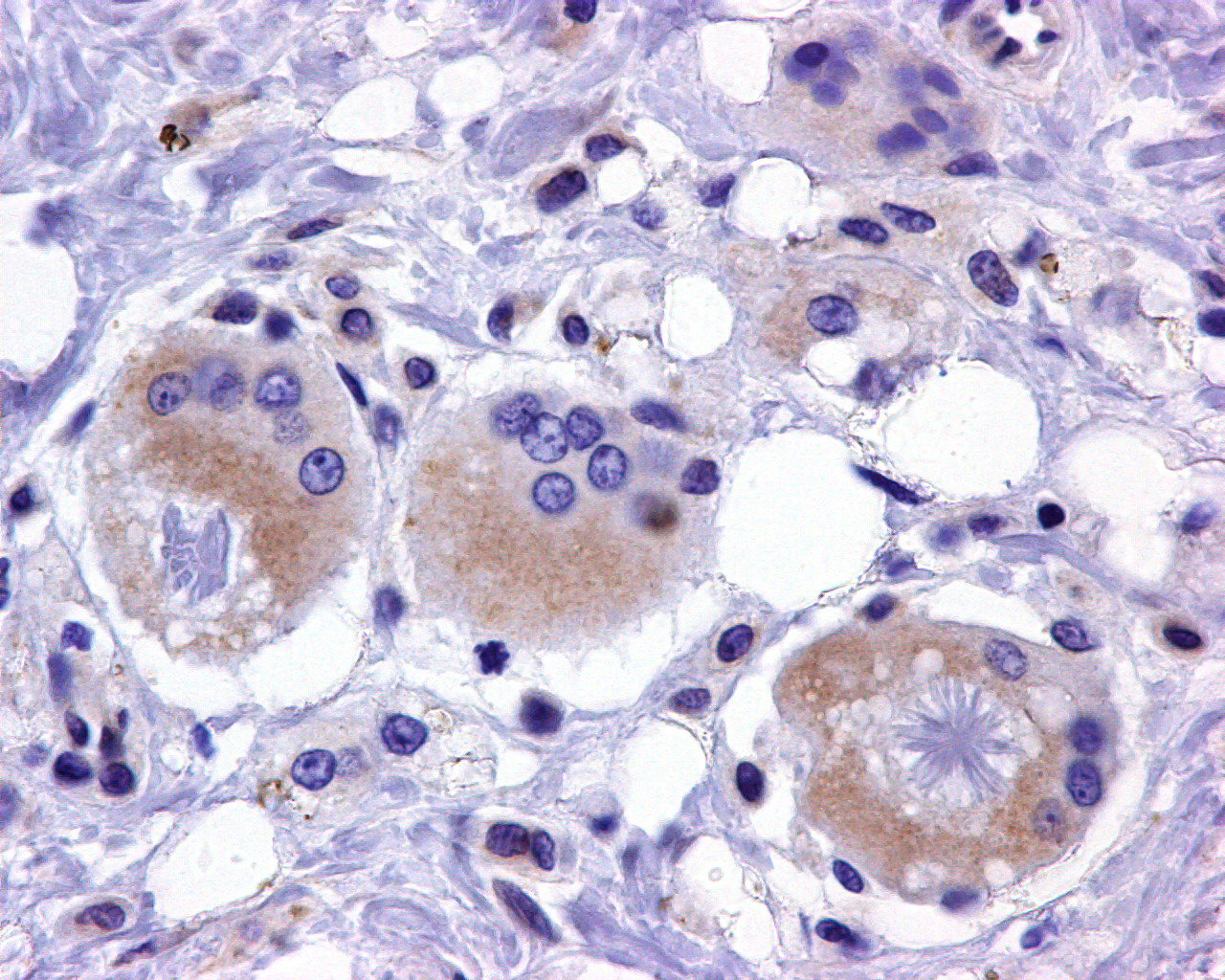
واکنش سلول غول پیکر خارجی به نشت سیلیکون از ایمپلنت سینه. لکه H&E.